# Richard Stribeck
Richard Hermann Stribeck (Estugarda, 7 de julho de 1861 — Estugarda, 29 de março de 1950) foi um engenheiro mecânico alemão.